# Спендиаров, Леонид Афанасьевич
Леонид Афанасьевич Спендиаров (арм. Լեոնիդ Աֆանասիի Սպենդիարյան; нем. Leonid Spendiaroff; 2 (14) мая 1869, Большая Каховка — 17 (29) августа 1897, Санкт-Петербург) — русский учёный-геолог, именем которого названа названа «Премия Спендиарова», вручаемая на международных геологических конгрессах.
Старший брат композитора, Народного артиста Армянской ССР (1926) Александра Спендиарова (1871—1928).

## Биография
Родился 2 (14) мая 1869 года в селе Большая Каховка (Днепровский уезд, Таврическая губерния), в армянской купеческой семье лесопромышленника Афанасия Авксентьевича Спендиарова (1840—1901) и музыканта и певицы Натальи Карповны (в девичестве Селиновой; 1845—1915).
В 1887 году семья переехала в город Симферополь. Первоначальное образование получил в гимназии в Симферополе, затем в Феодосии.
В 1889 году поступил на отделение естественных наук физико-математического факультета Императорского Московского университета, а затем, одновременно, на вокальное отделение Московской консерватории.
В 1892 году был арестован во время акции протеста (сходки) студентов и исключён из университета. 18 (30) октября 1892 года он писал из Москвы:

«Мысль о том что двери университета закроются для меня навсегда, бросила меня в жар, и я не допускал такой несправедливости со стороны судьбы. Я только утешался тем, что всё, что ни делается, то к лучшему»
В 1892 году переехал в город Дерпт, поступил в Дерптский университет. Занимался минералогией и петрографией под руководством профессора Ф. Ю. Левинсон-Лессинга.
В 1894 году окончил Дерптский университет с золотой медалью, получил степень кандидата геологии и сельского хозяйства. Был оставлен для подготовки к профессорскому званию. Изучал вулканические изверженные горные породы горы Арагац и другие районы Закавказья. В 1895 году получил магистерскую степень кандидата минералогических наук.
В 1894 году (ещё студентом) принял участие в работе VI сессии Международного геологического конгресса (Цюрих). Там он познакомился с А. П. Карпинским, в дальнейшем бывал у него дома в Санкт-Петербурге, пел на вечерах.
С 1895 года работал в Министерстве государственных имуществ Российской империи в Санкт-Петербурге.
В 1896 году был командирован в Австро-Венгрию, в Лабораторию земледельческой химической и в Палеонтологический институт при Венском университете. Занимался у профессоров Э. Зюсса, В. Ваагена и Г. Чермака, разбирал свои коллекции и кавказские коллекции Г. Абиха. Участвовал в геологических экскурсиях по окрестностям Вены и в экспедициях в Богемию, где собирал материал по силурийским отложениям и его фауне.
Летом 1897 года он вернулся из Австрии в Россию (оставив жену и ребёнка в Вене) для участия в экскурсиях и работе VII сессии Международного геологического конгресса в России.
17 (29) августа 1897 года Спендиаров присутствовал на открытии Конгресса в Санкт-Петербурге, а вечером скоропостижно скончался (обстоятельства смерти рассмотрены ниже).
Был похоронен на Армянском кладбище в Санкт-Петербурге (Смоленское армянское кладбище), перезахоронен[когда?] в городе Феодосия в фамильном склепе Спендиаровых.

## Загадка смерти
Разные исследователи разошлись во мнениях об обстоятельствах смерти Л. А. Спендиарова:
1) Густав фон Артабер (Gustav von Arthaber), работавший с Л. А. Спендиаровым в городах Пермь, Нижний-Новгород и Вена, 12 марта 1898 года писал (перевод с немецкого):

Летом 1894 года Спендиаров посетил 6-й Геологический конгресс в Цюрихе, и готовился летом 1897 года ехать в Россию на 7-й конгресс в Санкт-Петербурге, где ему было поручено руководство небольшими экскурсиями по Кавказу. Однако перед этим он совершил большую поездку по делам конгресса на Урал. Возможно трудности во время поездки или интенсивные исследования привели к общему перенапряжению. Когда мы приехали в Петербург, Спендиаров, очевидно, страдал от небольшой простуды и на следующий день инсульт мозга положил конец его многообещающей карьере и жизни.
2) В 1967 году C. Т. Тигранян, работавший а архивах ЦГИА Эстонской ССР (фонд № 402) писал:

Л. А. Спендиаров выехал на родину и принял участие в экскурсиях Конгресса по Кавказу. Однако это путешествие оказалось для него роковым. Во время оного из маршрутов он упал с лошади и получил серьёзные ушибы головы. Не смотря на болезненное состояние, он вместе с другими участниками отправился в Петербург, утром присутствовал на открытии конгресса, а вечером его не стало.
3) Э. Г. Малхасян, изучивший письма Л. А. Спендиарова и воспоминания его племянницы, в статье 1982 года, судя по письмам Л. А. Спендиарова и беседам с М. А. Спендиаровой, писал:

Внезапная смерть Л. Спендиарова для всех близких была большой неожиданностью и её причина остается невыясненной, по-видимому, несчастному случаю, происшедшему в дни Кавказской экскурсии, немало способствует и то обстоятельство, что в 1894 г. он перенёс тяжёлую инфлюэнцию с воспалением правого уха.
Племянница Мария Александровна Спендиарова также вспоминала:

Вообще Лёня был прелестный молодой человек. А как детей любил! Помню, возясь — с нами, он защищал рукой правое ухо, всегда побаливавшее у него после перенесённого воспаления.
4) В 2017 году сотрудники Института геологических наук НАН РА сообщили, что (перевод с английского, без ссылок на источники в тезисах)

Л. А. Спендиаров уехал на родину организовывать научные экскурсии по Кавказу со своим учителем Ф. Ю. Левинсон-Лессингом для делегатов Конгресса, оставив жену и новорождённого сына в Вене. К сожалению, эта поездка стала роковой для него. Во время одного из маршрутов перевозка, в которой путешествовал Леонид Афанасьевич, перевернулась, и пассажиры едва смогли выбраться из-под неё. Его левая рука была вся в крови. Его рука была вымыта и забинтована, и он продолжил осмотр запланированного маршрута, а на следующий день приняли участие в церемонии открытия конгресса. Однако он скончался вечером … Сейчас трудно понять причину такой быстрой смерти. Но его отец и сын также умерли из-за небольших порезов. Возможно, Леонид Афанасьевич унаследовал слабый иммунитет и умер от заражения крови через рану.

## Семья
Брат и сёстры:
- брат — Александр (1871—1928) — композитор, дирижёр, Народный артист Армянской ССР (1926), женился на вдове брата.
- сестра — Елизавета (1873—1958)
- сестра — Евгения (1875—1937)
- сестра — Валентина (1877—1905) — мать композитора Н. К. Чемберджи (1903—1948) и бабушка филолога В. Н. Чемберджи (род. 1936, первая жена В. В. Познера).

В 1896 году женился на Варваре Леонидовне Мазировой (1872—1942), внучатой племяннице художника И. К. Айвазовского.
- Сын — Спендиаров Леонид Леонидович (1897—1914).

## Адреса
Адреса, связанные с Л. А. Спендиаровым:
- Симферополь — в юности жил по адресу: улица Севастопольская, дом 19.

## Систематик
Описал новые виды ископаемых морских ежей:
- Collyrites Warwarae Spend.
- Collyrites Loewinsoni Spend.
- Collyrites rostrata Spend.

## Память
Архив, геологические коллекции и библиотека Л. А. Спендиарова были переданы его отцом в Дерптский университет. Хранились в Центральном государственном историческом архиве (ЦГИА) Эстонской ССР, фонд № 402.
По свидетельству племянницы М. А. Спендиаровой, в доме Спендиаровых в Судаке хранилась геологическая и палеонтологическая коллекция Л. А. Спендиарова. Во время Великой Отечественной войны дом был разрушен, и весь материал пропал.
Для увековечения памяти молодого многообещающего геолога, на VII сессии Международного геологического конгресса, проходившего в Санкт-Петербурге (1897), было принято решение учредить премию его имени для геологов — Премию имени Спендиарова. С 1900 года премия выплачивалась из суммы, внесённой для этой цели его родственниками (4000 рублей). Геологический комитет и Международный геологический конгресс разработали положение о премии — «за лучшее сочинение в области геологии по вопросам, предложенным Конгрессом на предшествующей сессии».
Именем Л. А. Спендиарова были названы:
- Переулок братьев Спендиаровых, город Симферополь. Улица в г. Судаке.